# 2-アミノピリジン
2-アミノピリジン (2-Aminopyridine) は、化学式 H2NC5H4N で表される有機化合物である。3つのアミノピリジンの異性体の 1つである。無色の固体で、医薬品のピロキシカム、スルファピリジン、テノキシカム、トリペレンナミンの製造に用いられる。ナトリウムアミドとピリジンのチチバビン反応で生成される。

## 構造
2-ヒドロキシピリジンはピリドン互変異性体に大幅に変換されるが、関連するイミン互変異性体は 2-アミノピリジンにとってそれほど重要ではない。 

## 毒性
急性毒性は、LD50= 200mg/kg (ラット、経口) である。